# جان هردمن
جان هردمن (انگلیسی: John Herdman؛ زادهٔ ۱۹ ژوئیهٔ ۱۹۷۵) بازیکن فوتبال اهل بریتانیا است.
از فیلم‌ها یا برنامه‌های تلویزیونی که وی در آن نقش داشته‌است می‌توان به بانو اشاره کرد.
وی در مسابقات کشوری و بین‌المللی در مجموع برندهٔ ۱ مدال طلا، ۲ مدال برنز شده‌است.